# 굿바이 만델라
《굿바이 만델라》(영어: Goodbye Bafana)는 2007년 개봉된 독일의 영화이다.

## 한국어 더빙 성우진(KBS)
- 이규화 - 제임스(조셉 파인스)
- 이인성 - 만델라(데니스 헤이스버트)
- 오길경 - 글로디아(다이앤 크루거)
- 유강진 - 조단(패트릭 라이스터)
- 이규석 - 브렌트(실로 헨더슨) / 경찰 / 라디오 방송 / 도서관 직원 / 만델라의 동료 죄수
- 문영래 - 로벤 섬 교도소장(앤드류 제르미스휴이스)
- 변현우 - 도슬러(마크 엘더킨) / 경찰 / 1982년 간수
- 노민 - 보스먼(마르코 반 데르 콜프) / 폴스무어의 교도소장(앙드레 제이콥스)
- 이호인 - 과장(윌리 하젠) / 라디오 방송 / TV 방송 / 만델라의 동료 죄수 / 정보국 요원
- 장승길 - 협상가(매튜 딜런 로버츠) / 간수 / 경찰 / TV 방송
- 임성표 - 보스퍼 장군(루이스 반 니커크) / 간수 / 경찰
- 서광재 - 로벤 섬 새 교도소장(대니 키오) / 간수(에듀안 반 자스벨티) / 경찰 / 만델라의 지인 / TV 방송
- 이주연 - 교도소장의 부인(클레어 벌라인) / 만델라의 딸(테리 페토)
- 임주현 - 만델라의 부인(페이스 누크와나) / 어린 브렌트(실로 헨더슨) / 마을 주민
- 은정 - 나타샤(메간 스미스/제시카 마누엘) / 도서관 직원